# Nationalpark Kutai
Der Nationalpark Kutai befindet sich auf der Insel Borneo, in der indonesischen Provinz Ostkalimantan. Er liegt nördlich des Mahakam-Flusses und nur 120 km von der Provinzhauptstadt Samarinda entfernt.

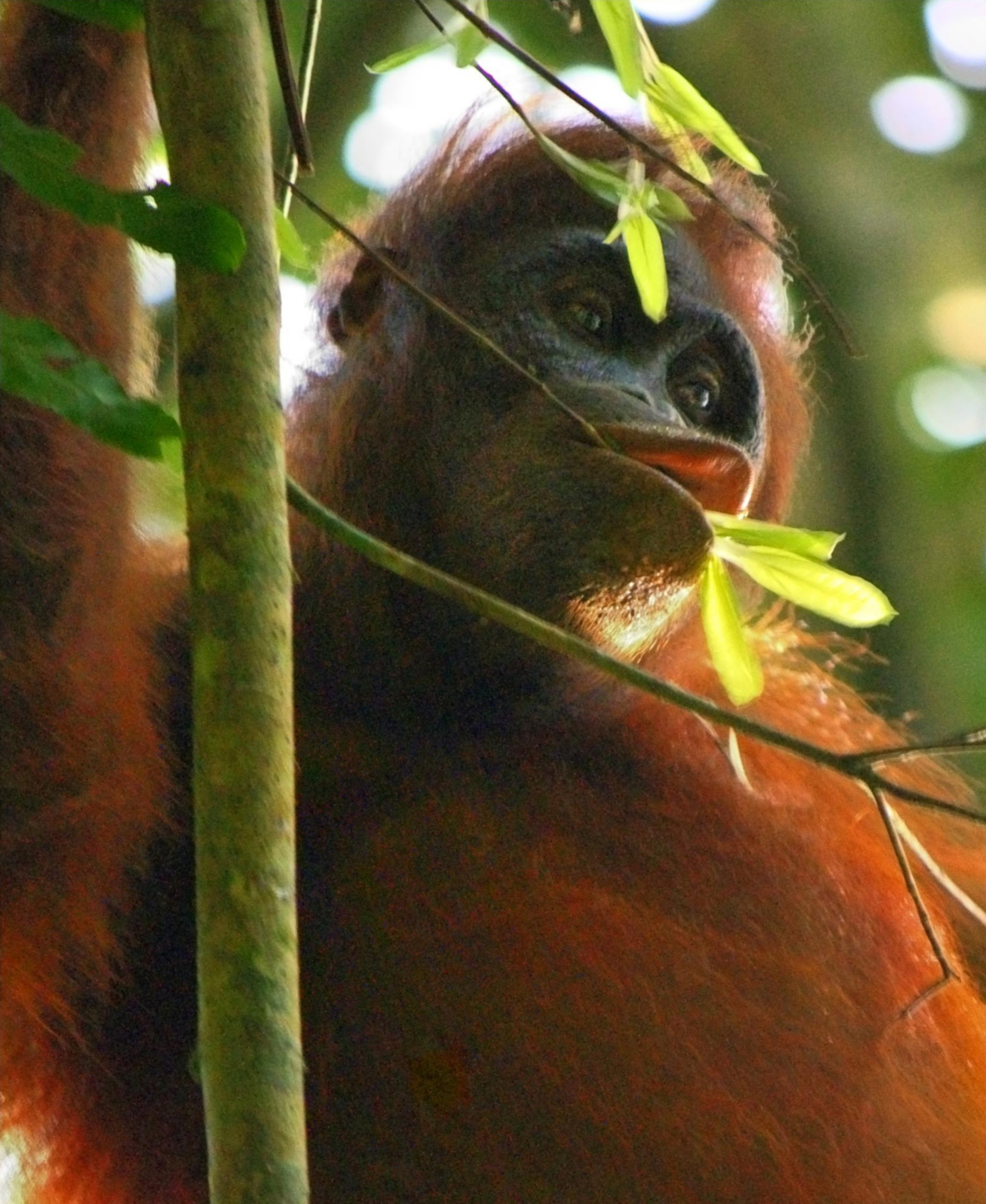
Orangutan im Nationalpark Kutai

Das 198.604 Hektar große Regenwaldreservat ist eines der letzten Rückzugsgebiete der vom Aussterben bedrohten Orang-Utans. Die Anzahl der Orang-Utans ist zwischen 2004 und 2009 stark gesunken, von 600 auf 60. Der Nationalpark beherbergt auch viele andere Säugetierarten wie Malaienbär, Sambar, Banteng, Maronenlangur, Weißstirnlangur, Hose-Langur, Nasenaffe, Grauer Gibbon, Nebelparder, Marmorkatze, Flachkopfkatze, Buntmarder, Otterzivette und Indischer Fischotter.
Große Waldbrände schädigten 60 % des Waldbestandes in den El-Niño-Jahren 1982/83 und 1997/98. 